# Сде-Нахум

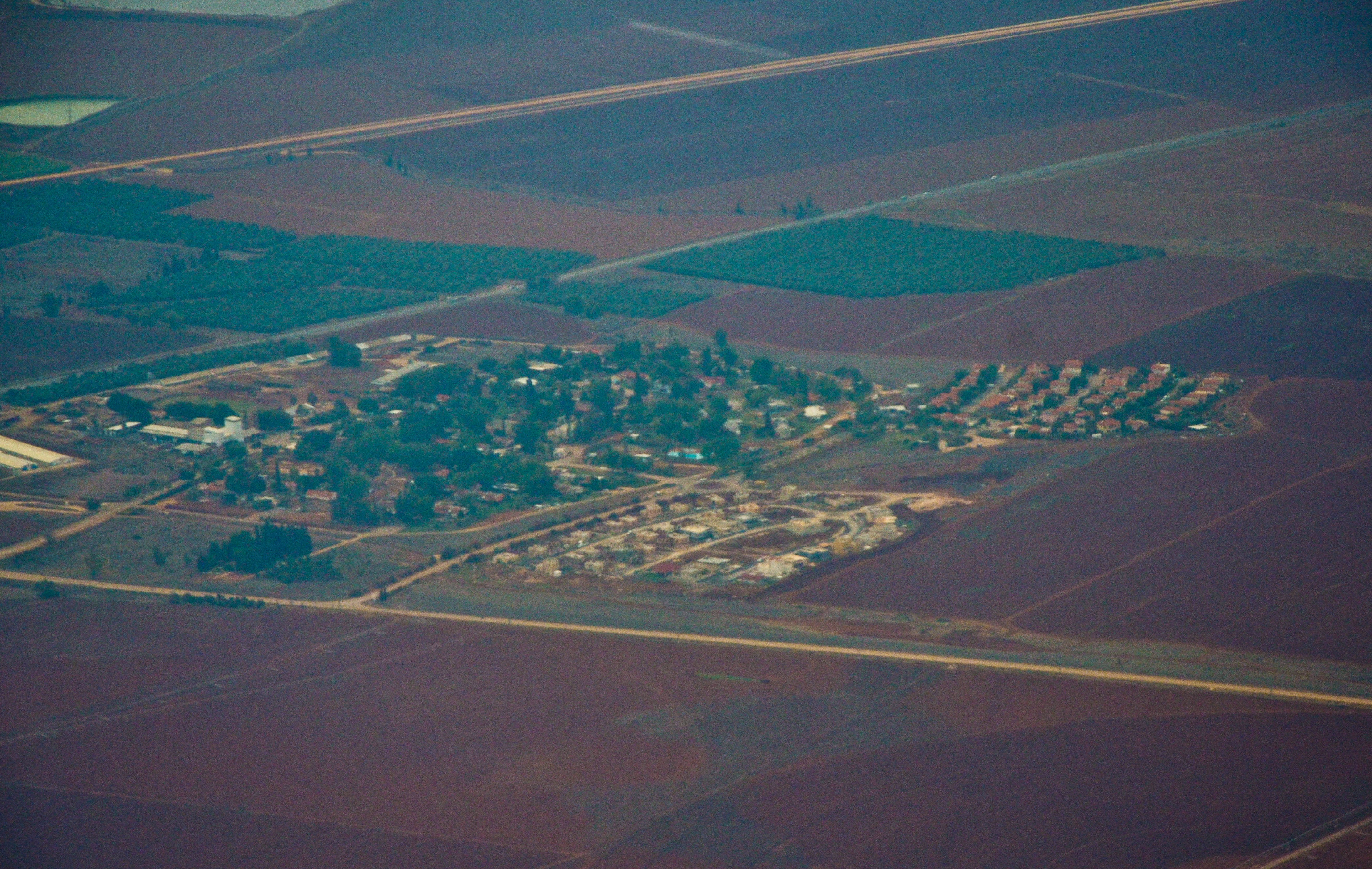
Вид с воздуха.

Сде-Нахум (ивр. שדה נחום‎) — светский кибуц, расположенный в Эмек-ха-Маайнот, является одним из населенных пунктов регионального совета Эмек-ха-Мааянот. Кибуц назван в честь ядра основателей — «Саде», и в честь президента Всемирной сионистской организации Нахума Соколова, умершего незадолго до основания поселения.

## История
Кибуц был основан в 1937 году; это одно из поселений программы «Стена и башня». Её основателями были выпускники Микве-Исраэль и члены объединённой группы кибуца, первыми членами которой были молодые халуцим из Австрии. Позже к ним присоединились халуцим, приехавшие из Польши, России и Германии. Члены кибуца прошли обучение в Ришон-ле-Ционе.
В 1947 году в кибуце был создан консервный завод «Шальдаг», который действовал до1960-х годов и производил рыбные и фруктовые консервы. На фабрике работали члены кибуца и наемные рабочие, в основном из Бейт-Шеана.
Сегодня в кибуце насчитывается около 100 членов. Жители поселения работают в сельском хозяйстве, промышленности, местных услугах и др. В районе находится индустриальный парк «Шлухат-Цваим».
В 1990-х годах кибуц решил расширить поселение, основав рядом с ним общественный квартал. Расширение является совместной инициативой регионального совета Эмек-ха-Маайнот и кибуца, и планируется построить около 230 семейных квартир. Во втором десятилетии 2000-х были запущены дополнительные кварталы расширения: «Брош», «Гефен» и «Декель».
В 2009 году в поселке при сотрудничестве Министерства религиозных служб была открыта синагога.
Лауреат Нобелевской премии по химии 2013 года профессор Арье Варшель родился в кибуце.

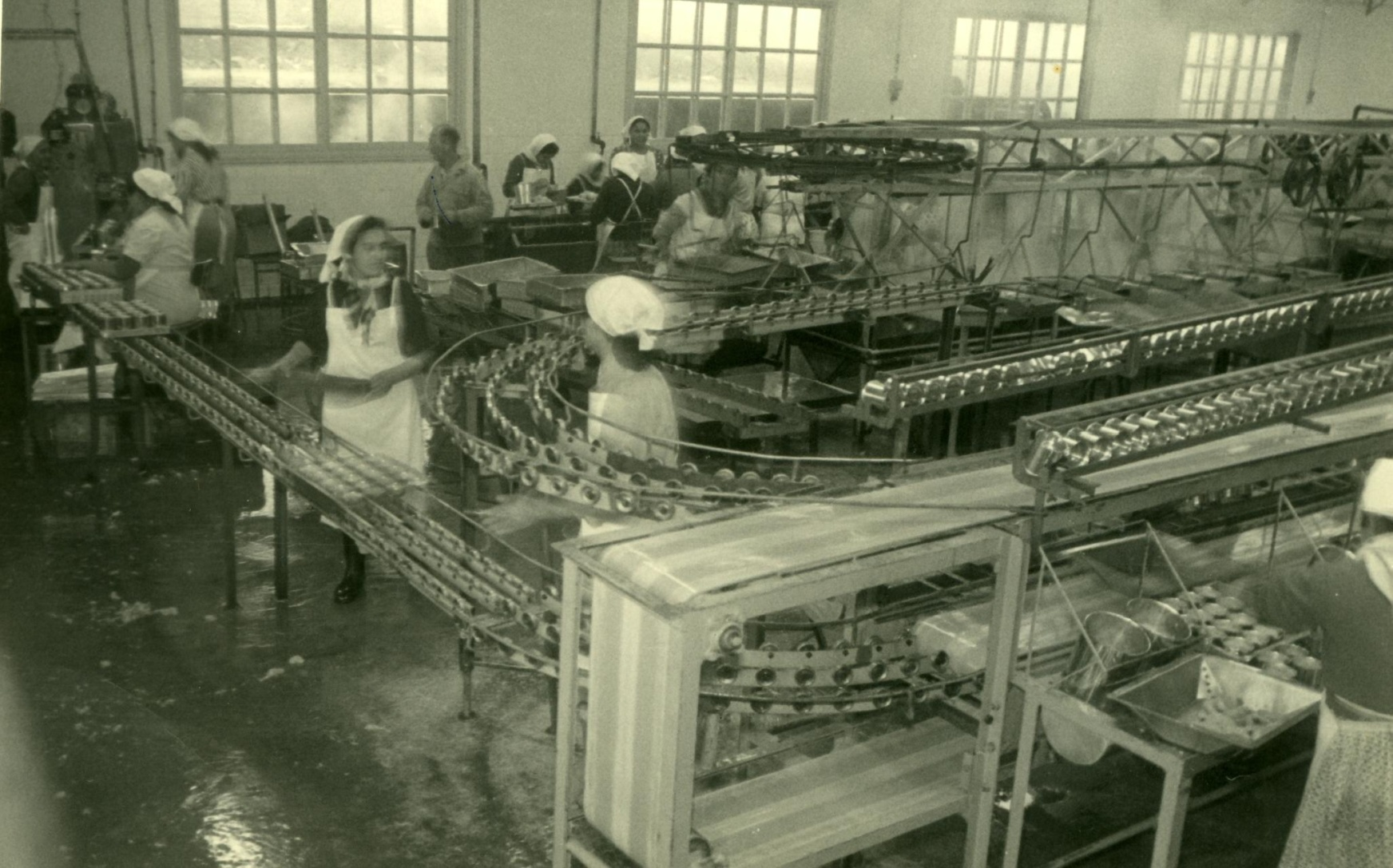
Фабрика «Шальдаг», 1950-е годы.

## Население
По данным Центрального статистического бюро Израиля, население на начало 2020 года составляло 806 человек.